# Joachim Hoene
Joachim Hoene (geboren 1919 in Berlin) ist ein deutscher Fernseh-, Hörfunk- und Theaterregisseur.

## Leben
Zunächst arbeitete er Hoene als Kaufmann, ehe er kurz nach dem Zweiten Weltkrieg in Hamburg Gustav Knuth traf, der dem Theaterfan Hoene sein erstes Engagement bei Willy Maertens am Hamburger Thalia-Theater verschaffte. In den frühen 1950er Jahren holte ihn Gustav Burmester zum damaligen Nordwestdeutschen Rundfunk, wo Hoene als Aufnahmeleiter und Regieassistent in der Hörspielabteilung arbeitete. Später ging er zur deutschen Abteilung der BBC London. Dort arbeitete er jahrelang als Autor, Sprecher, Regisseur und Übersetzer. Neben dieser Tätigkeit führte er beim Fernsehen Regie. John Olden, als Regisseur und Produktionsverantwortlicher beim NWDR Hamburg angestellt, war sein Lehrmeister und übertrug ihm seine erste Fernsehregie 1959. Mit dem Sechsteiler Der Andere mit Albert Lieven eröffnete er die Erfolgreiche Fernsehreihe nach Drehbüchern von Francis Durbridge. 1960 inszenierte er den Spionagekrimi Terror in der Waage mit Hans Reiser für den SWF. Wie Bild+Funk 1960 berichtete, hatte Hoene eine besondere Vorliebe für englische Stoffe. Neben seiner Fernseh- und Radioarbeit blieb er aber stets auch dem Theater treu, so inszenierte er 1960 in Ulm die deutsche Erstaufführung des amerikanischen Stücks Der Dritte.

## Filmografie
- 1959: Der Andere
- 1960: Terror in der Waage

## Hörspiele (Auswahl)
Regie:
- 1959: Giuseppe Patroni Griffi: Man stirbt noch an der Liebe (Hörspielbearbeitung – SWF)
- 1960: Henry Reed: Unter Genies und feinen Leuten (4 Folgen) (Original-Hörspiel – SWF/NDR)
- 1961: Laurie Lee: Requiem für einen großen Kapitän (Original-Hörspiel – NDR)
- 1962: Johannes Urzidil: Der eingeschriebene Traum (Original-Hörspiel, Kurzhörspiel – RB)
- 1962: Arthur Schnitzler: Leutnant Gustl. Ein Monolog (Hörspielbearbeitung – SDR)
- 1962: Günter Eich: Ein Traum am Edsin-gol (Original-Hörspiel – NDR)
- 1962: Georg von der Vring: Der Korporal aus Java (Original-Hörspiel – NDR)
- 1962: Wolfgang Altendorf: Eine Geschichte, die das Leben schrieb. Eine Funkerzählung (Original-Hörspiel – SDR)
- 1963: Konrad Hansen: Noah bricht auf (Original-Hörspiel – SDR)
- 1963: Arthur Schnitzler: Literatur. Ein Lustspiel (Hörspielbearbeitung – SDR)
- 1964: Jean-Paul Sartre: Dramatiker dieses Jahrhunderts: Schmutzige Hände (Hörspielbearbeitung – SDR)
- 1964: Hans Daiber: Das Kummerbuch. Funkerzählung (Original-Hörspiel – SDR)
- 1965: Barry Bermange: Die Kränkung (Original-Hörspiel – SDR)

Sprecher:
- 1950: Werner-Jörg Lüddecke: Unter der grünen Erde – Regie: Fritz Schröder-Jahn (Original-Hörspiel – NWDR Hamburg)
- 1950: Kurt Meister: Erstklassige Existenz zu verkaufen – Regie: Kurt Meister (Original-Hörspiel, Kriminalhörspiel – NWDR Hamburg)
- 1950: Otto Rombach: Caliban – Regie: Otto Kurth (Hörspiel – NWDR Hamburg)
- 1952: André Maurois: Schule für Eheglück: Hofmachen und Eroberung; Der große Verführer – Regie: Hans Rosenhauer (Hörspielbearbeitung, Kurzhörspiel – NWDR Hamburg)
- 1953: Joseph Conrad: Die letzte Fahrt der Sofala (Das Ende vom Lied) – Regie: Hans Gertberg (Hörspielbearbeitung – NWDR Hamburg)

Sonstiges:
- 1951: Dieter Rohkohl: Herr Ohnix sucht seinen Mörder (Technische Realisierung) – Regie: Hans Rosenhauer (Original-Hörspiel, Kurzhörspiel – NWDR Hamburg)
- 1952: Günter Eich: Die Andere und ich (Regieassistenz) – Regie: Gustav Burmester (Original-Hörspiel – NWDR Hamburg)
- 1952: Wolfgang Hildesheimer: Das Ende kommt nie (Regieassistenz) – Regie: Gert Westphal (Original-Hörspiel, Hörbild – NWDR Hamburg)

## Theaterinszenierungen
- 1960: Der Dritte (Theater Ulm)